# José Antonio Urquijo
José Antonio Urquijo (nascido em 16 de dezembro de 1960) é um ex-ciclista chileno. Nos Jogos Olímpicos de Los Angeles 1984, ele competiu na prova de velocidade.